# Au (Vorarlberg)
Au – gmina w Austrii, w kraju związkowym Vorarlberg, w powiecie Bregencja. Według Austriackiego Urzędu Statystycznego liczyła 1687 mieszkańców (1 stycznia 2015).